# Juozas Vilpišauskas
Juozas Vilpišauskas (1899, data de morte desconhecida) foi um ciclista de estrada lituano que competiu no ciclismo nos Jogos Olímpicos de Verão de 1924, representando a Lituânia.